# Emotionsfokuseret terapi
Emotionsfokuseret terapi (EFT) er en moderne humanistisk psykoterapi, som integrerer Carl Rogers personcentreret terapi (klientcentreret terapi) med elementer fra oplevelsesorienterede psykoterapi metoder som gestaltterapi, fokusering (Eugene Gendlin) samt elementer fra psykodynamisk psykoterapi, eksistentiel terapi og narrativ terapi. Emotionsfokuseret har eksisteret siden 1970'erne og blev udviklet af Leslie Greenberg og Laura Rice fra York University, samt Robert Elliott. Et EFT-terapiforløb varer i gennemsnit 8-20 samtaler. 

## Målgruppe og anvendelsesområde
EFT er særligt velegnet til personer, der er interesseret i at forbedre deres evne til at opbygge og vedligeholde sunde, følelsesmæssige forbindelser med andre. Tilgangen er mindre egnet til personer, der søger redskaber eller enkle løsninger på specifikke problemer, eller som primært søger terapi for rent individuelle udfordringer. 

## Hovedtræk
Emotion-fokuseret terapi (EFT) er en terapeutisk tilgang, der primært fokuserer på at forstå og arbejde med følelser for at fremme psykologisk heling og vækst. Terapien er ikke baseret på at lære redskaber eller værktøjer til problemløsning, men involverer en proces med følelsesmæssig udforskning og bevidsthed.

## I Danmark
I Danmark findes træning i EFT ved Institut for EmotionsFokuseret Terapi og EFT-instituttet 